# Авији Сен Леонар
Авији Сен Леонар (фр. Avilly-Saint-Léonard) насеље је и општина у североисточној Француској у региону Пикардија, у департману Оаза која припада префектури Санлис.
По подацима из 2011. године у општини је живело 952 становника, а густина насељености је износила 79,6 становника/km². Општина се простире на површини од 11,96 km². Налази се на средњој надморској висини од 50 метара (максималној 63 m, а минималној 40 m).

## Демографија
| 1962. | 1968. | 1975. | 1982. | 1990. | 1999. | 2011. |
| ----- | ----- | ----- | ----- | ----- | ----- | ----- |
| 752   | 769   | 718   | 875   | 1.028 | 962   | 952   |

График промене броја становника у току последњих година